# 亡神星
亡神星（英文：Orcus，小行星90482，奧迦斯）是柯伊伯带的天體，被發現時的臨時編號為2004 DW，發現者是加州理工學院的米高·布朗、雙子星天文台的乍德·特魯希略和耶魯大學的大衛·拉比諾維茨。據以認定發現的影像是在2004年2月17日取得的，但往回則追溯到了1951年11月8日的影像。

## 軌道

圖中顯示亡神星（藍色）、冥王星（紅色）和海王星（灰色）的軌道與2006年4月的位置，並且標示出他們的近日點（q）和遠日點（Q）。

亡神星是一顆典型的類冥天體（與海王星有2：3軌道共振關係），軌道的形狀與冥王星相似（兩者的近日點都在黃道上方），只是指向的方向不同。因為與海王星的軌道接近，所以會有軌道共振，但是與海王星始終保持足夠遠的距離，兩者的離角總在60度以上。
亡神星的軌道離心率和傾角都與冥王星相似，然而與海王星有著相同的共振使它很不自然的總在與冥王星相對的相位上；所以亡神星有時會被描述為反冥王星。

## 物理性質

### 大小和亮度
亡神星的絕對星等是2.3等（另一個古柏帶天體创神星是2.6等））。在2007年第一季的報告中，史匹哲太空望遠鏡在開始運作的前三年中，曾經觀察创神星在遠紅外線的星等，測量他的大小為946.3+74.1-72.3公里。亡神星的高反照率約達20%。

### 顏色和光譜
亡神星表面相對明亮，反照率達30%，呈灰色，且充滿水份。歐洲南方天文台在紅外線觀測的結果，與水冰和碳的混合物一致。。更進一步，雙子星天文台觀測的紅外線光譜證實有非常大量的水冰，至少覆蓋了表面的15%至30%， 但不會超過50%。這意味著冰的含量低於卡戎，但不會比泰坦少；為數有限的甲烷冰（少於30%）在將來可能會發現其他的成分。
即使軌道相似的古柏帶天體，在顏色和光譜上也都會有所變化。亡神星的衛星呈現的自然色彩與紅色的伊克西翁（在2001年發現的一顆類冥天體）類似。

## 衛星
在2007年2月22日的IAUC 8812公告了衛星的發現 （页面存档备份，存于），並且已經確認了衛星的軌道。衛星在距離0.25秒的距離上被發現，亮度低了2.7等，假設兩者的反照率相同，則衛星的直徑大約是220公里。2009年3月，发现者布朗通过他的专栏博客公开征集小行星90482衛星的名称，最终选定伊特鲁里亚（亚平宁半岛的原住民族）神话中引导亡魂进入地府的女神——万斯（Vanth）作为卫星的建议名称，并上报IAU。
亡衛一以近乎完美的圓形環繞亡神星公轉，公轉週期約10天。發現者布朗認為亡神星與其衛星可能互相被對方潮汐鎖定，情況就如冥王星和冥衛一凱倫一樣。

## 名稱
依據國際天文聯合會的命名慣例，與类冥小天體應該以神話中冥府的神來命名。發現者因此建議以古羅馬伊特鲁里亚神话的亡者之神為名，並且在2004年11月22日獲得命名委員會的同意，正式命名為奧迦斯（Orcus）。

## 外部連結與參考資料
- MPEC 2004-D09 （页面存档备份，存于） announcing the discovery but attributing it to Raymond J. Bambery, Steven H. Pravdo, Michael D. Hicks, Kenneth J. Lawrence, Daniel MacDonald, Eleanor F. Helin and Robert Thicksten / NEAT
- MPEC 2004-D13 correcting MPEC 2004-D09
- Chad Trujillo's page on 2004 DW
- First BBC article （页面存档备份，存于）
- First New Scientist article （页面存档备份，存于）
- Updated orbital elements from Lowell Observatory
- AstDys （页面存档备份，存于） orbital elements
- Orbital simulation from JPL (Java)